# Rogulje (żupania sisacko-moslawińska)
Rogulje – wieś w Chorwacji, w żupanii sisacko-moslawińskiej, w gminie Dvor. W 2011 roku liczyła 29 mieszkańców.